# Vjačeslava Haličská
Vjačeslava Haličská (narozena mezi lety 1167/1170, zemřela po 3. prosinci 1194) – haličská kněžna, dcera knížete Jaroslava Osmomysla a kyjevské kněžny Olgy, nebo dcera jeho syna Vladimíra Jaroslaviče a černigovské kněžny Boleslavy.

## Život

### Manželství a potomci
Okolo roku 1184 se Vjačeslava stala manželkou poznaňského knížete Odona, syna knížete velkopolského Měška III. Starého a jeho ženy Alžběty Uherské († 1154). V manželství se narodily tři děti:
- Vladislav Odonic († 1239) – kníže velkopolský
- Odon († neznámo) – plebán magdeburské kapituly
- Ryksa Odonowna († 1238) – kněžna velkopolská[6]

V historické literatuře se uvádí, že další dcerou mohla být také:
- Eufrosina Odonowna, žena gdaňského knížete Svatopluka II. Velkého (1195–1266)

## Smrt
Manžel Vjačeslavy zemřel 20. dubna 1194. Po smrti manžela získala jako zabezpečení hrad Přement (polsky Przemęt, Velkopolské vojvodství, německy Priment) a okolní vesnice. Tento zápis byl k ní poslední doložený.